# Ernie Chan
Ernesto "Ernie" Chan, född 27 juli 1940, död 16 maj 2012 var en filippinsk-amerikansk serietecknare. Han har även tecknat under namnet Ernie Chua (eftersom det namnet av misstag hamnat i hans immigrationspapper), men återgick till sitt riktiga namn Chan efter att de byråkratiska problemen hade retts ut. 
Chan är kanske mest känd som tecknare och tuschare på Marvels "Conan", och hos DC Comics gjorde han även Conan-kopian "Claw the Unconquered", samt "Batman".